# 1904 aux échecs
| Années des échecs : 1901 - 1902 - 1903 - 1904 - 1905 - 1906 - 1907    |
| Décennies des échecs : 1870 - 1880 - 1890 - 1900 - 1910 - 1920 - 1930 |

Cet article présente les faits marquants de l'année 1904 aux échecs.

## Championnats nationaux
- Canada : Magnus Smith remporte le championnat[1].
- Écosse : Dr. Ronald Cadell Macdonald remporte le championnat[2].
- Royaume-Uni de Grande-Bretagne et d'Irlande : William Napier remporte la première édition du championnat organisé par la British Chess Federation, qui sera désormais le championnat d’échecs britannique[3].
- Empire russe : Pas de championnat[4].

- Suisse : Walter Henneberger remporte le championnat [5].

## Naissances
- Erik Lundin
- Lioudmila Roudenko

## Nécrologie
- 22 janvier : George Salmon
- 28 janvier : Berthold Suhle
- 17 septembre : Willard Fiske
- 12 décembre : Emanuel Schiffers
- 18 décembre : Daniel Yarnton Mills